# Саладоїдна культура
Саладоїдна культура — в археології Американського континенту цей термін означає населення аборигенів Карибських островів і Венесуели.
Острівні араваки походять з низовин річки Оріноко поблизу сучасних поселень Саладеро і Барранкас у Венесуелі. Оскільки самоназва цього племені нам невідома, назва культурі було дана від поселення Саладеро, де була виявлена унікальна для даної культури кераміка.
В період 500—280 рр. до н. е. народи-мореплавці з регіону низовин річки Оріноко в Південній Америці мігрували на північні від них острови Вест-Індії аж до території сучасного Пуерто-Рико. Оскільки вони займалися землеробством, то спочатку заселили більш вологі та родючі острови. З собою вони принесли нові традиції, включаючи оригінальну кераміку з великою кількістю декоративних елементів, що дозволило археологам встановити місце їх походження. При цьому вони частково асимілювали, частково знищили колишню ортоіроїдну культуру.
Характерним артефактом саладоїдної культури є прикраси у вигляді хижого птаха, які виготовлялися з таких каменів, як аметист, кварц, скам'яніле дерево.